# Abbaye de Netlieu
L'abbaye de Netlieu était un monastère de moniales cisterciennes situé dans la commune de Mèze, dans l'Hérault. Fondée en 1240, elle disparaît une première fois dès 1490. Après une ultime tentative de restauration  elle disparaît au XVIIIe siècle ruinée par les guerres de Religion. Elle n'est plus aujourd'hui rappelée que par la margelle d'une fontaine dans un champ.

## Situation et toponymie
L'abbaye est située dans un champ juste au nord de l'A9, en bordure du ruisseau de Nègue-Vaques, au lieu-dit « Pont de Mourgues » ; le nom « Mourgues » est d'ailleurs dérivé de l'occitan monja, « moniale », ou, suivant les sources, directement du latin de monachis.
Le nom de Netlieu vient du latin Netidus locus.

## Historique

### Fondation
Certaines sources datent la fondation de Netlieu en juillet 1195, date à laquelle l'abbé de Valmagne reçoit une donation à Mèze. Il semble que cette donation ne corresponde pas à la fondation de Netlieu, qui est postérieure d'une cinquantaine d'années. En effet, c'est Guilhem de Lodève, en 1239 ou 1240, qui fonde l'abbaye en la plaçant sous la juridiction de Valmagne. Son testament, daté du 6 septembre 1248, contient des dispositions en vue de l'attribution d'un revenu annuel de vingt livres à Netlieu. En août 1248, le roi Louis IX avait également pourvu l'abbaye d'un revenu annuel de vingt livres pris sur le péage de Béziers. En 1249, Innocent IV confirme tous ces privilèges. Il semble que Blanche de Castille ait également compté parmi les bienfaitrices de l'abbaye.

### Moyen Âge
L'abbaye de Netlieu n'est pas une abbaye riche, et elle a du mal à subvenir à ses besoins. L'abbé de Cîteaux la visite en 1490, et en ordonne aussitôt la fermeture et le rattachement définitif à Valmagne.

### Dernière tentative de relèvement et destruction
L'abbaye est durement touchée par les guerres de Religion. Vers 1630, une religieuse nommée Félicie tente de restaurer la vie religieuse à l'abbaye ; mais elle se heurte à Henri de Thézan, abbé commendataire de Valmagne, qui en appelle au Parlement de Toulouse ; ce dernier, par l'arrêt du 20 août 1636, interdit le projet de Félicie.

## Architecture
Le seul vestige actuel de l'abbaye est une margelle de puits située dans un champ.

## Filiations et dépendances
L'abbaye est placée au départ sous la juridiction de l'abbaye masculine de Sainte-Marie de Valmagne.